# Hislopia malayensis
Hislopia malayensis är en mossdjursart som beskrevs av Annandale 1916. Hislopia malayensis ingår i släktet Hislopia och familjen Hislopiidae. Inga underarter finns listade i Catalogue of Life.